# Caecidotea tridentata
Caecidotea tridentata is een pissebed uit de familie Asellidae. De wetenschappelijke naam van de soort is voor het eerst geldig gepubliceerd in 1922 door Hungerford.